# Єкабпілс
Єкабпілс (латис. Jēkabpils) — місто в Латвії. Розташоване на південному сході країни, у регіоні Селія. Засноване 1670 року на березі Західної Двіни. 1962 року об'єданане із містом Крустпілс, заснованим 1237 року. З 2009 року належить до міст республіканського значення.

## Назва
- Єкабпілс (латис. Jēkabpils; locally [ˈjeːkapːils] ( прослухати)) — після 1920 року.
- Гельмгольфська слобода — до 1670 року.
- Якобштадт (нім. Jakobstadt, «місто Якова») — в 1670–1920 роках.

## Географія
Розташоване на південному сході країни, на обох берегах Західної Двіни, сполучених мостом, між Ригою та Даугавпілсом. Залізнична станція Крустпілс. Стародавня долина річки, її розгалуження і острови створюють мальовничий пейзаж.

## Історія
- Близько 1000 року на правому березі Західної Двіни виникло поселення язичницького балтського племені латгалів, що діяло як торговий центр.
- 1237 року, за наказом єпископа Риги біля латгальського торгового центру було збудовано кам'яний замок Кройцбург (Крустпілс).
- 1561 року Кройцбург увійшов до складу Герцогства Курляндії та Семигалії.
- У XVII столітті на лівому березі річки заснована Гельмгольфська слобода, поселення біженців-старообрядців із Московського царства.
- 1670 року Яків Кеттлер, герцог Курляндії і Семигалії, надав Гельмгольфській слободі статус міста й називав на свою честь — Якобсштадт.
- 1683 року в Якобсштадті народилася майбутня російська імператриця Катерина I.
- 1795 року Кройцбург і Якобштадт увійшли до складу Російської імперії.
- 1920 року, внаслідок виборення Латвією незалежності, Якобштадт перейменовано на Єкабпілс, а Кройцбург — на Крустпілс.
- 1940 року, під час Другої світової війни, СРСР окупував Єкабпілс, так само як і всю територію Латвійської республіки.
- 1941 року, в ході німецько-радянської війни, Німеччина звільнила Єкабпілс від радянської влади, встановивши власний режим.
- 1944 року СРСР повторно захопив Єкабпілс.
- 1962 року Єкабпілс і Крустпілс об'єднано в одне місто — Єкабпілс.
- 1991 року, внаслідок розвалу СРСР, Єкабпілс увійшов до складу незалежної Латвії.
- 2009 року належить до міст республіканського значення.

## Освіта
Серед освітніх закладів є, зокрема, Єкабпілська державна гімназія.

## Населення
Національний склад за переписом населення Латвії 2011 року:
| Національність | К-сть осіб | %       |
| -------------- | ---------- | ------- |
| Латиші         | 15 243     | 61,88 % |
| Росіяни        | 6797       | 27,59 % |
| Білоруси       | 737        | 2,99 %  |
| Українці       | 406        | 1,65 %  |
| Поляки         | 694        | 2,82 %  |
| Литовці        | 209        | 0,85 %  |
| Інші           | 549        | 2,23 %  |
| Загалом        | 24635      | 100 %   |

## Спорт
Є, зокрема, волейбольний клуб СК «Єкабпілс Луші» (SK Jēkabpils Lūši) — триразовий чемпіон Латвії, триразовий володар Кубка Латвії.

## Відомі особистості
- Крістерс Дардзанс (нар. 2001) — латвійський волейболіст, навчався в місцевій гімназії[2],
- Вікторс Ореховс (1909—1998) — латвійський ботанік, почесний громадянин міста.